# دوست من (فیلم ۲۰۰۶)
دوست من (انگلیسی: A Friend of Mine) فیلمی در ژانر کمدی، و درام به کارگردانی سباستین شیپر که در سال ۲۰۰۶ منتشر شد. از بازیگران آن می‌توان به دانیل برول و یورگن فوگل اشاره کرد.